# Самданжамцын Лхагвадорж
Самданжамцын Лхагвадорж (монг. Самданжамцын Лхагвадорж; 1919 — 2 июня 1948, Мерген) — капитан Монгольской народно-революционной армии, пограничник, Герой Монгольской Народной Республики (посмертно, 1949).

## Биография
Родился в сомоне Сахан аймака Булган. В 1927—1931 годах учился в начальной школе, в 1939—1941 годах — Центральной школе погранвойск. С 1941 по 1948 год служил начальником 3-й заставы Удинского отряда, в 1948 году был помощником пограничной службы штаба 6-го Бодончийского отряда в звании капитана.
Отважно отражал провокации и вооруженные нападения в ходе пограничных конфликтов с милитаристской Японией, маньчжурских и гоминьдановских нарушителей, выявлял и арестовывал шпионов и диверсантов. Так, в декабре 1941 г. при пограничном досмотре столкнулся с 3 вражескими шпионами, мужественно атаковал, ранил и арестовал их, в апреле 1942 г. при исполнении служебных обязанностей обнаружил 2 вражеских конных шпионов и устроил им засаду, одного из них убил прикладом ружья, другого арестовал. В 1942 году был награждён «Медалью за боевые заслуги». В 1942 году, находясь в дозоре с солдатом, обнаружил 7 японских шпионов на лошадях, сразился с ними, 3 из них захватил живыми и 4 ранил.
Погиб в бою у горы Мерген 2 июня 1948 года.
28 января 1949 года правительством МНР за отличия, отвагу и мужество в пограничных конфликтах награждён званием Героя Монгольской Народной Республики (посмертно).

## Память
- В 1970 году ему был установлен памятник в центре аймака Булган.
- В 1973 году застава погранотряда, где он служил, была названа его именем.